# Ісайя Козловський-Трофимович
Ісайя Трофимович-Козловський (кінець XVII століття — 1651, Київ) — український релігійний та освітній діяч, богослов, сподвижник святителя Петра Могили. Організатор численних процесів з реституції церков та монастирів православній Київській митрополії. Ректор Києво-Печерської Лаврської школи й Києво-Могилянської колегії. Перший ігумен Києво-Братського монастиря Константинопольського патріархату. Співавтор катехізиса «Православне сповідання віри» (1640).

## Біографія
Навчався у Львівській братській школі, а також за межами Речі Посполитої. Належав до тих професорів КМА, що, як писав Сильвестр Косів, «навчались в академіях латинських Польщі, Литви, Відня». У 1620-30-х роках, ймовірно, учителював у школі Віленського братства, згодом — у Львові.
Підтримував зв'язки з Петром Могилою, які склалися, можливо, ще під час їхнього спільного навчання у Львівській братській школі.
1631 року у Львівській Богородицькій церкві архімандрит КПЛ П. Могила, «умисливши фундувати школи», уклав із львівськими вченими Сильвестром Косовим й Ісаєю Козловським угоду. Перший став префектом, а Трофимович-Козловський — ректором Лаврської школи, відкритої 1631 в приміщенні Київського Троїцького больничного монастиря КПЛ.
З вересня 1632 до 1638 Ісайя ректор об'єднаних Лаврської й Київської братських шкіл, тобто колегіуму, де продовжував викладати філософію й богослов'я. Одночасно — ігумен Київського Пустинно-Миколаївського монастиря (1635—1651).
1632, після обрання П. Могили митрополитом Київським, Галицьким і всієї України на Генеральному Варшавському сеймі, їздив «з паспортом» (охоронною грамотою) короля Владислава IV Вази разом з настоятелем Київського Кирилівського монастиря о. Леонтієм до патріарха Константинопольського Кирила Лукаріса за сакрою (благословенням на митрополичий стіл, до якого додавались атрибути митрополичого достоїнства — саккос і т. ін.), яку «благоговійно отримав» і привіз Могилі.
1633, готуючись до зустрічі нововисвяченого у Львові митрополита, подбав про повернення православним церков і монастирів, раніш захоплених уніатами, найперше Софії Київської, «єдиної народу православного оздоби, голови і матері всіх церков». Трудився не лише на освітній, але й церковній ниві. Уклав разом із П. Могилою Катехизис, відомий як «Православне сповідання віри». Катехизис розглядався на Православському соборі 8-18 вересня 1640 на кафедрі Софії Київської й отримав високу оцінку й схвалення. На цьому самому Соборі розглядався укладений Ісаєю «Монастирський статут» (на сьогодні втрачений). Катехизис схвалено на Помісному православному соборі в Яссах (15 вересня — 30 жовтня 1642). На цьому Соборі посланці П. Могили як «мужіє істинно чуднії і всякою мудрістю і знаннями прикрашені» були ушановані ступенями докторів богослов'я.
У березні 1643 Катехизис (в латинському перекладі, який зробили київські вчені на чолі з Ісаєю) затверджено 4 вселенськими патріархами: Парфенієм Константинопольським, Йоаникієм Александрійським, Макарієм Антіохійським і Паїсієм Єрусалимським.
Катехізис — важлива подія у житті всіх православних, мав вплив на покращання стану церкви — її правопорядку, звичаїв, благочестивого життя: «Щоб церква,— писав П. Могила,— була достойно направлена до давньої краси». «Православне сповідання віри» видавалося в Україні 1645 П. Могилою, в Нідерландах 1667, Румунії 1889 й інших країнах.
Помер 1651 у сані ігумена Київського Пустинно-Миколаївського монастиря. Похований на кладовищі Київського Братського монастиря.